# La Chapelle-sur-Oreuse
La Chapelle-sur-Oreuse és un municipi francès, situat al departament del Yonne i a la regió de Borgonya - Franc Comtat. L'any 2007 tenia 554 habitants.

## Demografia

### Població
El 2007 la població de fet de La Chapelle-sur-Oreuse era de 554 persones. Hi havia 209 famílies, de les quals 49 eren unipersonals (29 homes vivint sols i 20 dones vivint soles), 70 parelles sense fills, 86 parelles amb fills i 4 famílies monoparentals amb fills.
La població ha evolucionat segons el següent gràfic:
Habitants censats

### Habitatges
El 2007 hi havia 271 habitatges, 207 eren l'habitatge principal de la família, 47 eren segones residències i 17 estaven desocupats. 261 eren cases i 9 eren apartaments. Dels 207 habitatges principals, 178 estaven ocupats pels seus propietaris, 27 estaven llogats i ocupats pels llogaters i 3 estaven cedits a títol gratuït; 2 tenien una cambra, 9 en tenien dues, 29 en tenien tres, 79 en tenien quatre i 89 en tenien cinc o més. 164 habitatges disposaven pel capbaix d'una plaça de pàrquing. A 81 habitatges hi havia un automòbil i a 111 n'hi havia dos o més.

### Piràmide de població
La piràmide de població per edats i sexe el 2009 era:
| Homes | Edats   | Dones |
| ----- | ------- | ----- |
| 0     | 95 o +  | 0     |
| 8     | 90 a 94 | 4     |
| 0     | 85 a 89 | 16    |
| 0     | 80 a 84 | 8     |
| 12    | 75 a 79 | 24    |
| 8     | 70 a 74 | 12    |
| 8     | 65 a 69 | 12    |
| 12    | 60 a 64 | 0     |
| 12    | 55 a 59 | 8     |
| 16    | 50 a 54 | 8     |
| 8     | 45 a 49 | 24    |
| 8     | 40 a 44 | 0     |
| 12    | 35 a 39 | 12    |
| 28    | 30 a 34 | 28    |
| 16    | 25 a 29 | 8     |
| 4     | 20 a 24 | 8     |
| 8     | 15 a 19 | 0     |
| 12    | 10 a 14 | 16    |
| 12    | 5 a 9   | 8     |
| 12    | 0 a 4   | 8     |

## Economia
El 2007 la població en edat de treballar era de 327 persones, 251 eren actives i 76 eren inactives. De les 251 persones actives 234 estaven ocupades (120 homes i 114 dones) i 16 estaven aturades (11 homes i 5 dones). De les 76 persones inactives 26 estaven jubilades, 20 estaven estudiant i 30 estaven classificades com a «altres inactius».

### Ingressos
El 2009 a La Chapelle-sur-Oreuse hi havia 207 unitats fiscals que integraven 522,5 persones, la mediana anual d'ingressos fiscals per persona era de 19.914 €.

### Activitats econòmiques
Dels 20 establiments que hi havia el 2007, 1 era d'una empresa extractiva, 1 d'una empresa alimentària, 2 d'empreses de fabricació d'altres productes industrials, 6 d'empreses de construcció, 2 d'empreses de comerç i reparació d'automòbils, 1 d'una empresa de transport, 2 d'empreses immobiliàries, 1 d'una empresa de serveis, 3 d'entitats de l'administració pública i 1 d'una empresa classificada com a «altres activitats de serveis».
Dels 6 establiments de servei als particulars que hi havia el 2009, 1 era un taller de reparació d'automòbils i de material agrícola, 1 guixaire pintor, 2 lampisteries, 1 electricista i 1 agència immobiliària.
Dels 2 establiments comercials que hi havia el 2009, 1 era una botiga de més de 120 m² i 1 una fleca.
L'any 2000 a La Chapelle-sur-Oreuse hi havia 7 explotacions agrícoles.

## Equipaments sanitaris i escolars
El 2009 hi havia una escola elemental.

## Poblacions més properes
El següent diagrama mostra les poblacions més properes.